# Grande mosquée de Villeneuve-d'Ascq
Pour les articles homonymes, voir CIV.
La grande mosquée de Villeneuve-d'Ascq, ou centre islamique de Villeneuve-d'Ascq (CIV), en arabe : مركز الإسلامي بفيل نوف داسك, est un édifice religieux musulman situé à Villeneuve-d'Ascq, dans le département français du Nord et la région des Hauts-de-France.
Fréquemment présentée par les médias comme une mosquée promouvant un « islam de France progressiste, tolérant et apolitique »,, celle-ci est accusée à partir de 2016 d'entretenir des liens avec certains courants islamistes, quoique la justice n'ait trouvé aucun élément en ce sens lors d'investigations en 2022–2024.

## Situation
Située dans le quartier de la Poste à Villeneuve-d'Ascq, rue Baudouin-IX, à l'intersection avec l'avenue du Pont de Bois, la mosquée est construite à l'emplacement du P10, parking de 7 000 m2 construit initialement pour le Stadium Nord et servant à longueur de journées aux motos-écoles.

## Histoire
Depuis la création de la ville nouvelle de Villeneuve-d'Ascq dans les années 1970, les musulmans de la commune se réunissaient à la mosquée Attaoubah actuelle, un préfabriqué blanc rue Offenbach à côté de l'école Rameau, dans le quartier de la Résidence.
Le projet d'une nouvelle mosquée est lancé au début des années 2000, par l'Association d'animation et d'échanges culturels (AAEC), une association créée en 1981 sous le nom d'Association culturelle pour l'alphabétisation des immigrés maghrébins de Villeneuve-d'Ascq, qui a pris son nom actuel en 1989, et dont l'objet, initialement l'enseignement de l'arabe aux enfants d'immigrés originaires du Maghreb, est depuis 1993 l'inhumation selon le rite islamique. En parallèle de cette association cultuelle est créée en 2004 l'Association culturelle et éducative de Villeneuve-d'Ascq (ACEV).
La première pierre est posée le 29 octobre 2005. Les travaux ne débutent effectivement que le 11 mars 2007, en présence de Jean-Michel Stievenard, maire de la ville, de Mohamed Karrat, président de l'AAEC, d'Amar Lasfar, président du rassemblement des mosquées du Nord et recteur de la grande mosquée de Lille, et d'Oussama Bezzazi, architecte chargé du projet et de la conduite des travaux.
Le gros œuvre est terminé en juin 2009, ce qui donne lieu à un après-midi « portes ouvertes » du chantier. Le 31 juillet 2009, le minaret de 18 mètres de haut est officiellement installé à côté de la mosquée, ce qui symbolise la fin des travaux extérieurs,.
En juillet 2011, l'AAEC devient le Centre islamique de Villeneuve-d'Ascq (CIV),. La mosquée ouvre ses portes le lundi 1er août 2011, à l'occasion du premier jour du mois de ramadan et après avoir obtenu un avis favorable de la commission de sécurité,.
En 2016, la mosquée projette de s'agrandir et d'édifier un centre culturel. Toutefois, la mairie de Villeneuve-d'Ascq lui impose de se mettre aux normes de sécurité avant d'entamer ces travaux.

Mosquée en construction
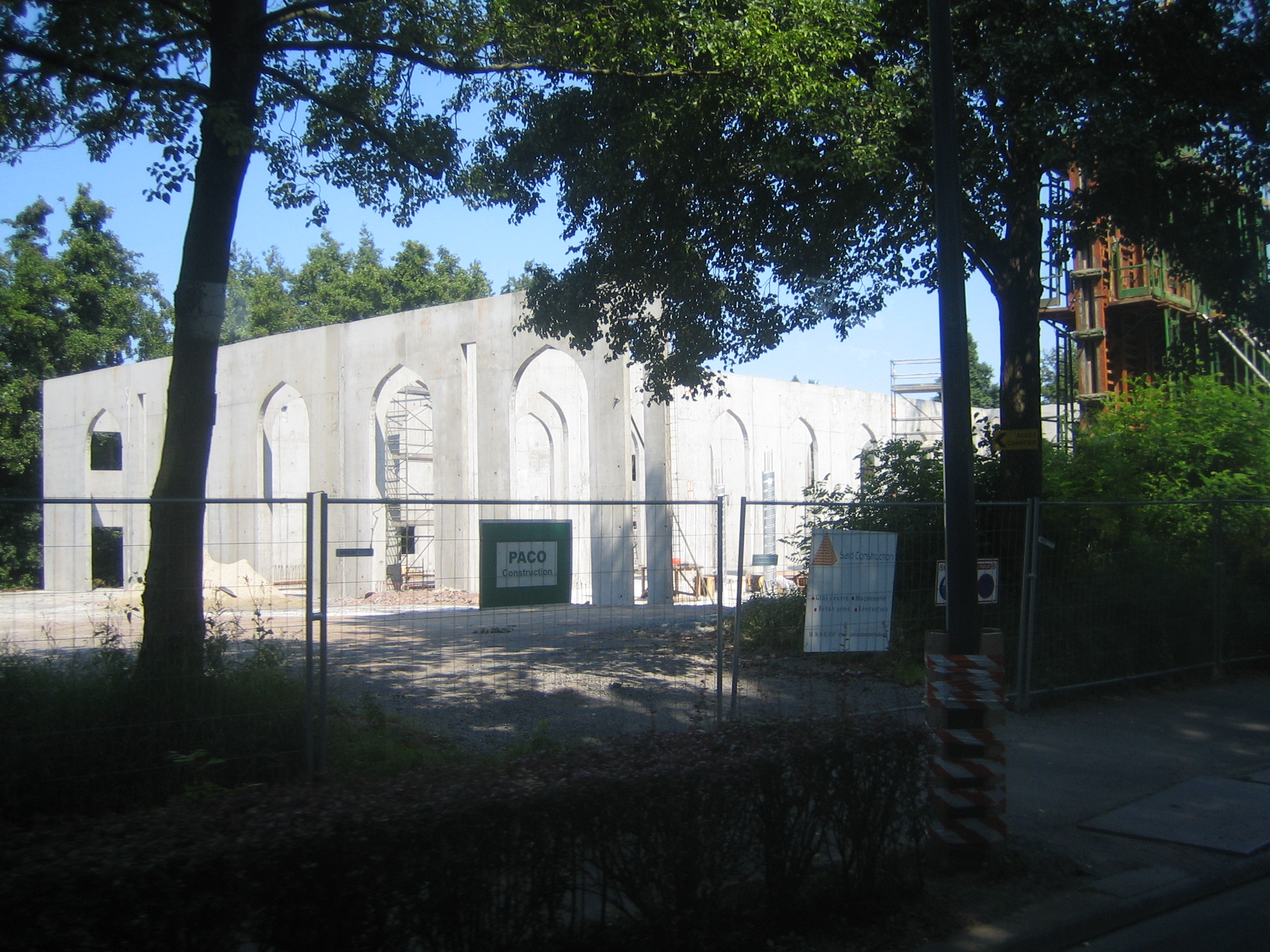
En 2007.
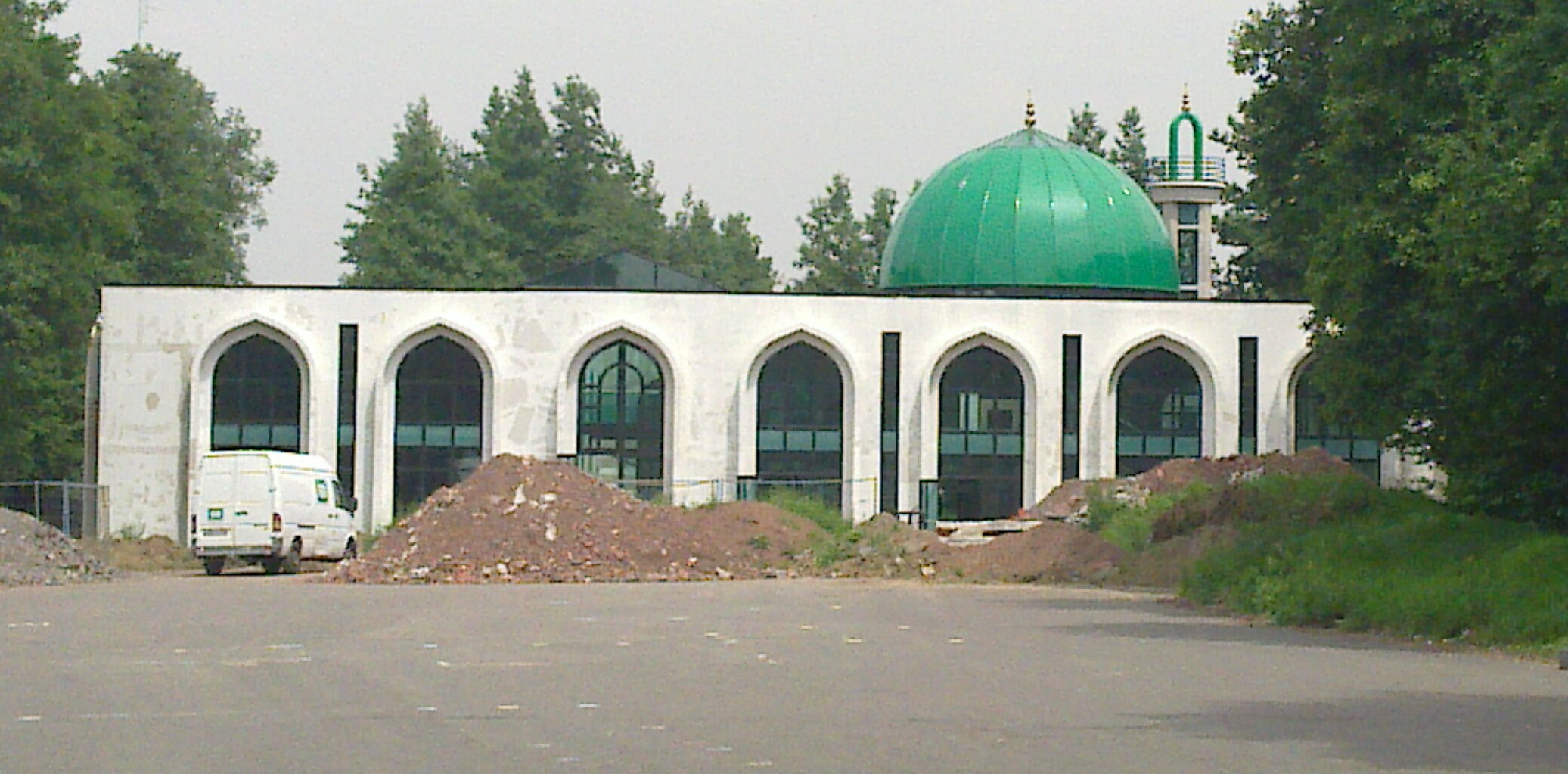
En 2010.

## Financement et coût de la construction
Le terrain, situé sur un ancien parking de la ville, a été cédé par la communauté urbaine de Lille pour un montant de 380 000 euros à l'Association d'animation et d'échanges culturels (AAEC) qui gère la mosquée. Le montant du gros œuvre, réalisé par la société Paco Construction, devait avoisiner les 700 000 à 800 000 euros. Au total, 2,7 millions d'euros ont été prévus pour le projet global.
Selon Jean-Michel Stievenard, « les fonds [de la construction] viennent essentiellement des fidèles villeneuvois et de quelques donateurs de passage ». Toutefois, selon La Voix du Nord, la construction de la mosquée fut en partie financée par Qatar Charity, une ONG du Qatar, l'une des plus importantes du Golfe qui, selon La Voix du Nord, est accusée par les États-Unis de soutenir le terrorisme islamiste[réf. à confirmer]. En avril 2019, les journalistes Christian Chesnot et Georges Malbrunot publient Qatar Papers, un livre qui montre notamment que Qatar Charity a versé 1,2 million d'euros au centre islamique de Villeneuve-d'Ascq, soit 25 % de son financement.
Après un signalement en 2022 par le préfet du Nord de l'époque, Georges-François Leclerc,, cinq responsables de la mosquée sont poursuivis en 2023 pour abus de confiance, tentative d'escroquerie et blanchiment d'argent. Ils sont suspectés d'avoir détourné des subventions et des fonds collectés auprès de fidèles, dans le but d'acheter des biens immobiliers et d'en tirer des revenus locatifs à titre personnel ; ils sont également accusés d'exercice illégal de la profession de banquier pour des prêts au lycée Averroès, « faux prêts » qui auraient servi à masquer des financements étrangers. Aucun des faits reprochés n'étant établi, le tribunal correctionnel de Lille prononce la relaxe générale en mars 2024,. Le parquet annonce faire appel.

## Architecture
Le bâtiment, en béton armé, a été conçu par le cabinet roubaisien d'architecture d'Oussama Bezzazi. Il comprend une salle de prière de 700 m2, dotée d'une mezzanine de 300 m2 et de quelques salles. Un ascenseur permet d'accéder à l'étage. La mosquée comprend une coupole en aluminium de 13 mètres de haut. Le minaret, d'une hauteur de 18 mètres, est creux et a un sommet ressemblant à celui de la chapelle de la Croisée des Chemins. Le dôme vert de 9,60 mètres de diamètre pèse 7 tonnes et est surmonté d'un croissant doré.
La mosquée a un parement en brique rouge, le matériau traditionnel du nord. Les arcs des baies qui dessinent les façades, ne sont pas en forme d'arcs outrepassés typiques de l'architecture hispano-mauresque, mais allongés et légèrement brisés avec une petite pointe, à la manière des mosquées indiennes ou iraniennes. Ils sont parcourus d'une bande de vitraux de couleur. « Cette mosquée n'est pas un ovni, mais le fruit d'un travail en partenariat avec la mairie (…). Il a fallu trouver un consensus entre le paysage local et les attentes de l'association » a commenté l'architecte Oussama Bezaizi.
Le bâtiment est traversé par un long hall, recouvert d'une verrière arrondie en plein cintre, en plexiglas. Le hall est décoré de carreaux de couleurs et d'une fontaine. Un jardin est situé à l'arrière.
Le bâtiment est chauffé par géothermie,,.

## Fonctionnement religieux
Étant donné que le minaret est creux, il n'y a pas d'appel à la prière, comme dans les pays musulmans. Les femmes peuvent venir prier à la mosquée grâce à une salle de prière dans la mezzanine au-dessus de la salle de prière principale. La mosquée possède des salles destinées à des « cours de soutien » et l'enseignement de l'arabe.
La mosquée peut accueillir 2 200 hommes et femmes.
Le premier imam de la mosquée (depuis 2005) est Ahmed Miktar, ancien de la mosquée de la Croix-Rouge à Tourcoing et de la mosquée de Lille-Sud. D'origine marocaine, il est salarié à mi-temps de l'association AEEC qui gère la mosquée ainsi que salarié du Conseil français du culte musulman, et président de la Fédération des imams du Nord, indépendante de la Grande Mosquée de Paris.
Dans son autobiographie Pourquoi j'ai quitté les Frères musulmans publiée en 2016, l'ancien « Frère musulman » Mohamed Louizi revient sur ses responsabilités au sein de la mosquée de Villeneuve-d'Ascq et y dénonce un islam politique proche de l'islamisme, qui serait instrumentalisé par l'UOIF. Selon Florence Bergeaud-Blackler, c'est une des « vitrines » des Frères musulmans.
Ces allégations sont toutefois contredites par la justice en 2024 lors de la relaxe dans le dossier de fraude financière. En effet, cette affaire naît en 2022 dans le cadre de suspicions de radicalisation, la mosquée et ses prêches étant étroitement surveillés par le préfet du Nord de l'époque, Georges-François Leclerc, en lien avec le maire de la ville, Gérard Caudron. Cependant, au cours du procès, le président du tribunal constate que les investigations n'ont permis de mettre au jour « aucun élément de radicalisation »,,.

## Accès
- La mosquée se trouve à proximité de la route nationale 227 et accessible par la sortie no 4.
- La station du métro de Lille la plus proche est Pont de Bois.